# Maat

Maat

Maat ("Giustizia") era l'antico concetto egizio dell'equilibrio, dell'ordine, dell'armonia, della verità, della legge e regola, della moralità e della giustizia. Era inoltre personificata come una dea antropomorfa, con una piuma in capo, responsabile della disposizione naturale delle costellazioni, delle stagioni, delle azioni umane così come di quelle delle divinità, nonché propagatrice dell'ordine cosmico contro il caos. La sua antitesi teologica era Isfet. 
Mandata nel mondo da suo padre, il dio-sole Ra, perché allontanasse per sempre il caos, Maat aveva anche un ruolo primario nella pesatura delle anime (o pesatura del cuore) che avveniva nel Duat, l'oltretomba egizio: la sua piuma era la misura che determinava se l'anima (che si credeva residente nel cuore) del defunto avrebbe raggiunto l'aldilà o meno.

## Storia
Intesa come ordine della natura e della società, sia nel mondo terreno che nell'aldilà, Maat fece la sua comparsa nell'Antico Regno, e precisamente nei testi della piramide di Unis (ca. 2375 a.C. - 2345 a.C.), faraone della V dinastia egizia. 
Successivamente, nelle vesti di dea, fu considerata la controparte femminile del dio Thot, dio dell'aritmetica, della scrittura, delle misurazioni e del giudizio dell'anima del defunto, talvolta anche come sua sposa, assimilata in ciò alla dea Seshat, che presiedeva la scrittura, le misurazioni e l'architettura. 

## Maat come principio

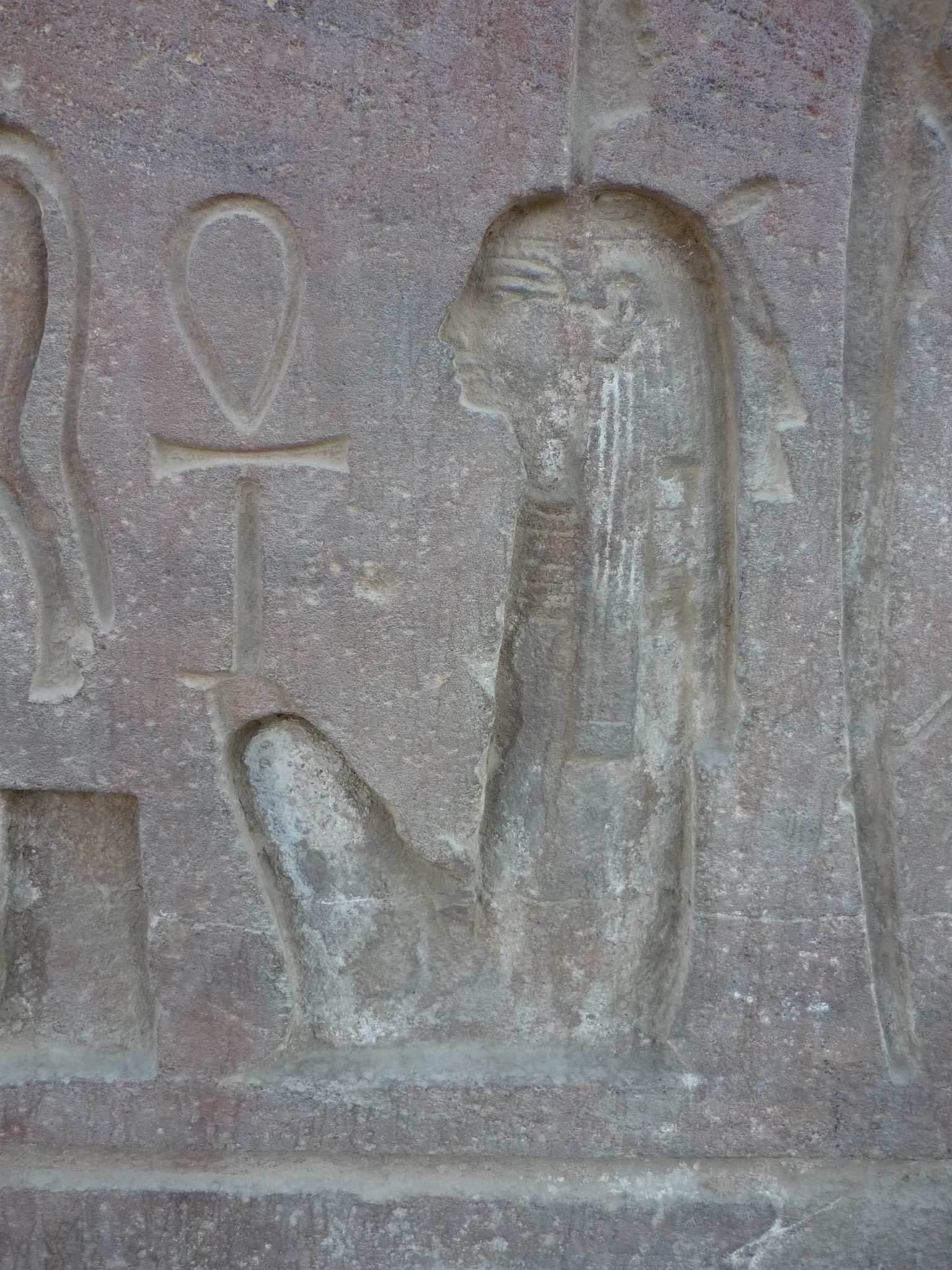
Maat espressa dal geroglifico che la raffigura, sull'obelisco situato nel tempio di Luxor.

Maat rappresentava il principio etico e morale che ogni egizio doveva seguire nel corso della sua vita; Maat era infatti parte integrante della società, garante dell'ordine pubblico.
Il principio di Maat si formò all'incontro delle diverse necessità dello Stato egizio nato da poco, che abbracciava popoli diversi con interessi anche conflittuali. Tale concetto etico e morale voleva scongiurare il disordine all'interno dello Stato; pragmaticamente, divenne la base della legge egizia. Sin dal periodo più antico della storia dell'Egitto, il faraone cominciò ad appellarsi Signore di Maat, sottolineando la credenza che i suoi decreti fossero espressione della Maat che governava il suo cuore. Il sovrano aveva come compito primario quello di presiedere al rispetto della legge e dell'ordine per questo molti sovrani portarono come nome Meri Maat, che letteralmente significa Amato da Maat. 
L'importanza di Maat giunse al punto di coinvolgere ogni aspetto dell'esistenza, incluso l'equilibrio fondamentale dell'universo, delle relazioni fra le parti che costituiscono la sostanza della realtà, del ciclo delle stagioni, dei movimenti celesti, delle speculazioni religiose, dei rapporti equi, dell'onestà e della fiducia fra gli uomini. Gli egizi credevano fermamente nella fondamentale sacralità e unità dell'universo. L'armonia della realtà era preservata da una corretta vita pubblica e religiosa; si riteneva che ogni atto contro Maat, cioè ogni atto che disturbasse l'ordine stabilito delle cose, avrebbe avuto delle conseguenze sull'individuo e sullo Stato. Un faraone empio, per esempio, avrebbe gettato il Paese nella carestia, così come un individuo blasfemo avrebbe potuto perdere la vista. Opposta all'ordine espresso da Maat, esisteva l'idea di Isfet, cioè il caos, la menzogna e la violenza
Nella mentalità egizia, Maat legava tutte le cose in una unità indistruttibile: l'universo, il mondo naturale, lo Stato e gli individui erano visti come tasselli di un ordine superiore generato da Maat. Un passaggio delle Massime di Ptahhotep presenta Maat come segue:

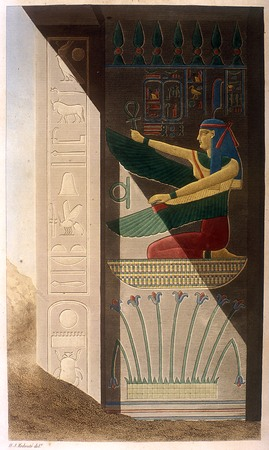
Maat alata inginocchiata su fiori di loto, simbolo dell'Alto Egitto. Disegno da una scena nella tomba di Ramesse III nella Valle dei Re.

«Maat è il bene e il suo valore è duraturo. Non è stata disturbata sin dal giorno del Suo Creatore, mentre chi trasgredisce le sue disposizioni è punito. Come un cammino, si trova anche di fronte a chi non sa nulla. Il misfatto non si è spinto fino alla [sua] porta. È pur vero che il male può portare ricchezza, ma la forza della verità è ciò che dura.»

### Maat e la legge
Esistono poche fonti letterarie originali sulla antica legge egizia. Maat era più venerata come lo spirito della legge e della sua amministrazione che non come la formale esposizione delle norme giuridiche. Maat simboleggiava i valori su cui si fondava l'amministrazione della giustizia, oltre a essere l'entità indirettamente offesa dai crimini; la sentenza equa rappresentava il ritorno di Maat. A partire dalla V dinastia (2510 a.C. - 2370 a.C.) i visir responsabili della giustizia e i giudici cominciarono a essere contemporaneamente sacerdoti di Maat, oltre a indossare immagini della dea. A sottolineare il proprio legame inscindibile con la dea, il faraone era vertice dell'ordinamento giuridico e primo amministratore della giustizia.

## Maat come dea

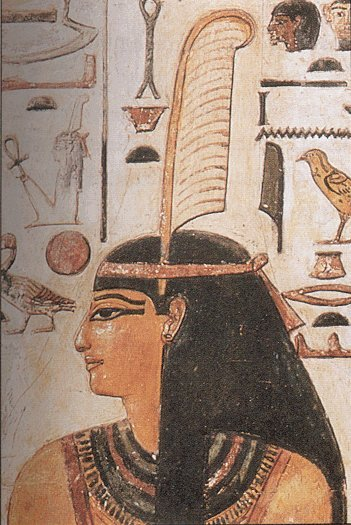
Maat con la piuma in capo, dalle pareti della tomba di Seti I nella Valle dei Re. Museo archeologico nazionale di Firenze.

Maat era la dea dell'armonia, della giustizia e della verità, raffigurata nell'arte come una giovane donna recante il lungo scettro uas, simbolo di potere, e l'ankh, simbolo di vita eterna. Comunemente veniva raffigurata con ali fuse alle braccia e una piuma di struzzo sulla testa. Tali immagini sono rintracciabili su molti sarcofagi come simbolo di protezione per l'anima del defunto, idealmente avvolto dalle ali protettive della dea. Il significato dei suoi simboli è incerto, benché il dio Shu, che in alcuni compare come fratello di Maat, li indossi. Le più antiche immagini di Maat come dea antropomorfa risalgono alla metà dell'Antico Regno (2680 a.C. - 2180 a.C.).
Il dio-sole Ra si elevò dalla collinetta primordiale della creazione solo dopo aver posto sua figlia Maat al posto di Isfet, il caos. I faraoni ereditarono il dovere di garantire il trionfo di Maat e si diceva che il sovrano, così come Ra, viveva in Maat. Akhenaton (1351 a.C. - 1334 a.C.) enfatizzò il proprio ruolo di garante di Maat, che il re considerava seconda solo ad Aton, a tal punto che i suoi contemporanei lo tacciarono di intolleranza e fanatismo. Il suo rifiuto di essere rappresentato secondi i canoni idealizzati tradizionali per enfatizzare e caricare i propri difetti fisici potrebbe rappresentare un tributo alla verità di Maat. Alcuni faraoni inglobarono Maat nei loro nomi e nella loro titolatura, venendo chiamati Signori di Maat oppure Amati da Maat (Meri-Maat). 
Quando, nell'antico Egitto, cominciò a stabilirsi la fede di Thot si iniziò ad affermare l'idea di Maat come madre dell'Ogdoade e di Thot come il padre.

## Maat e l'aldilà

### La pesatura del cuore

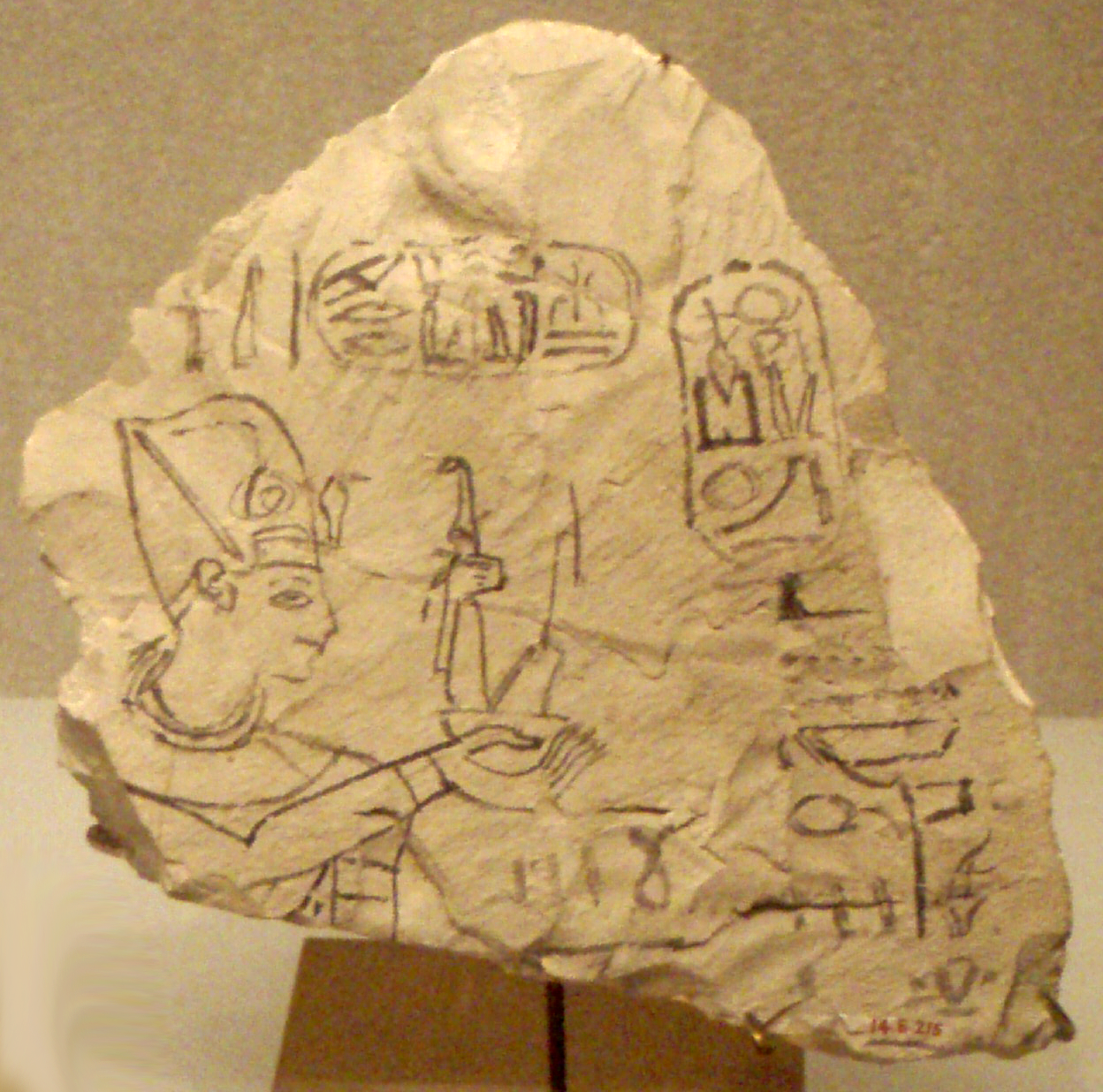
Ostrakon con uno schizzo del faraone Ramesse IX (ca. 1129 a.C. - 1111 a.C.) nell'atto di presentare Maat. Maat veniva usualmente offerta dal sovrano, nelle scene del culto. Metropolitan Museum of Art, New York.

Gli egizi credevano che nel Duat, ossia gli inferi così come erano intesi dalla religione egizia, il cuore di ogni defunto fosse soppesato, nella Sala delle due Verità, o delle due Maat sul piatto di una bilancia custodita da Anubi: sull'altro piatto stava la piuma di Maat. Il peso del cuore non doveva superare quello della piuma. Questo è il motivo per cui il muscolo cardiaco non veniva asportato dalla salma durante la mummificazione, a differenza di tutti gli altri organi; il cuore (chiamato ib) era considerato la sede dell'anima. Se il cuore risultava dello stesso peso della piuma di Maat, o più leggero, ciò significava che il trapassato aveva condotto una vita virtuosa e sarebbe perciò stato condotto nei campi Aaru, luogo di beatitudine, presso Osiride. Se invece pesava più della piuma, il cuore veniva divorato dal mostro Ammit e il suo possessore era condannato a rimanere in eterno nel Duat, senza speranza d'immortalità.

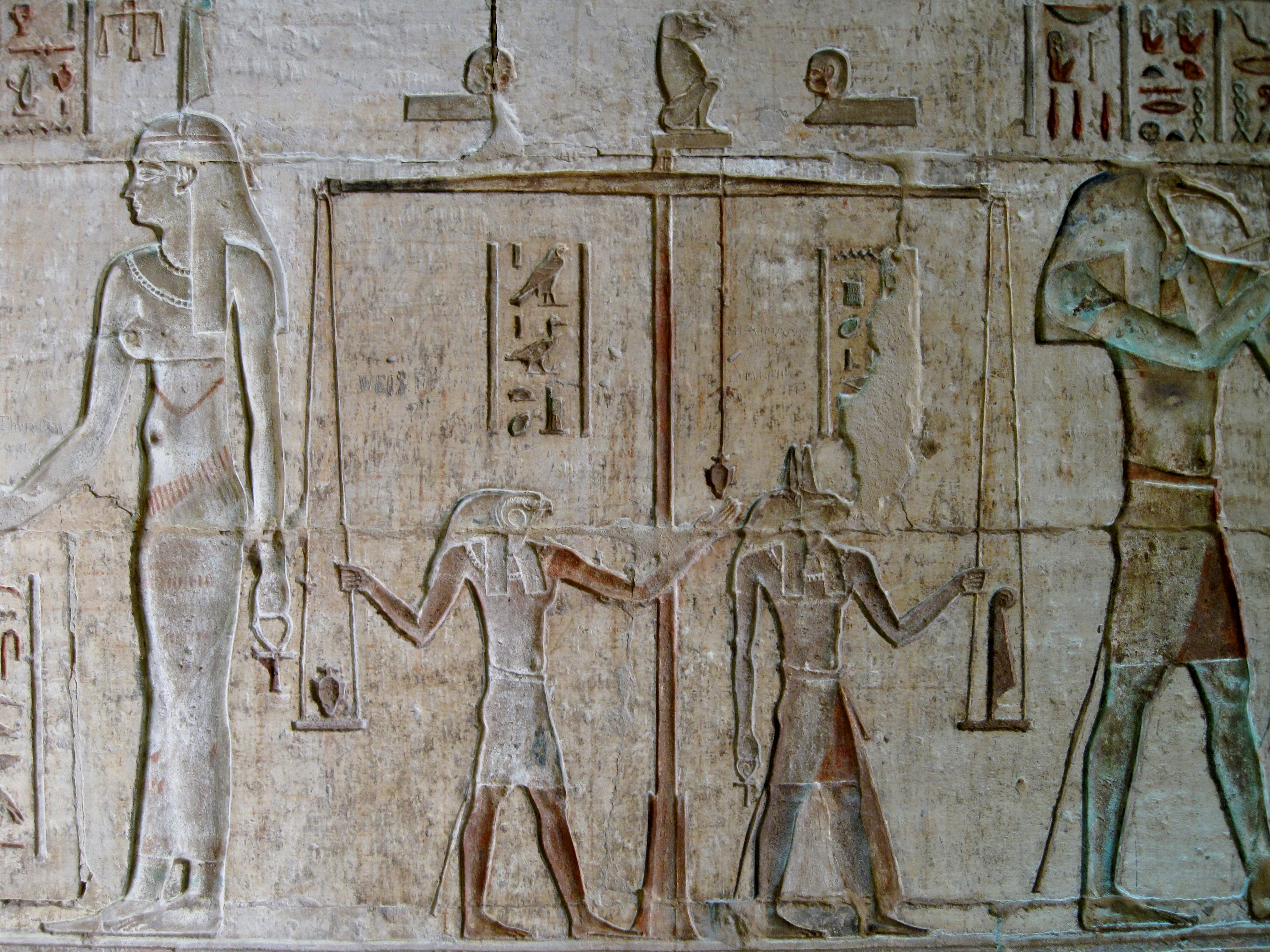
Scena della pesatura del cuore sulle pareti del tempio di Hathor a Deir el-Medina. Maat, con la piuma in capo, è in piedi a sinistra. La sua piuma è adagiata su un piatto della bilancia. Thot, a destra, prende nota dell'esito.

La pesatura del cuore, o psicostasia, solitamente raffigurata nelle illustrazioni del Libro dei morti e nelle pitture sulle pareti delle tombe, presenta Anubi mentre supervisiona la pesatura e il mostro Ammit accovacciato in attesa del risultato. Un'altra tradizione voleva che Anubi recasse l'anima al cospetto del defunto Osiride, il quale compiva la psicostasia. Mentre il cuore veniva pesato, il defunto recitava le cosiddette 42 confessioni negative. 

### Maat nei testi funerari (IlLibro dei mortie iscrizioni tombali)
Era costume funerario degli egizi che nelle tombe comparissero vari testi religiosi o magici finalizzati ad aiutare l'anima del defunto attraverso le numerose insidie dell'aldilà. Il più famoso e analizzato di tali testi è il Libro dei morti, una versione del quale è il Papiro di Ani (British Museum). Le 42 confessioni negative sono chiamate, in tale copia, 42 dichiarazioni di purezza. Trascritte su misura a seconda del defunto, variano leggermente di tomba in tomba, e non possono perciò essere considerate definizioni canoniche e univoche di Maat: esprimono piuttosto ciò che il defunto fece per vivere secondo Maat. Molte formule, d'altronde, sono simili, e rendono un'idea abbastanza omogenea di Maat e del genere di azioni che si riteneva potessero offenderla. 

### Le 42 confessioni negative (dalPapiro di Ani)
1. Non ho commesso peccato.
2. Non ho commesso furti con violenza.
3. Non ho rubato.
4. Non ho ucciso né uomini né donne.
5. Non ho rubato grano.
6. Non ho sottratto offerte.
7. Non ho rubato le proprietà degli dei.
8. Non ho mentito.
9. Non ho sottratto cibo.
10. Non ho proferito maledizioni.
11. Non ho commesso adulterio, non ho giaciuto con uomini.
12. Non ho fatto piangere nessuno.
13. Non ho mangiato il cuore [cioè Non ho rattristato inutilmente, Non ho provato rimorsi].
14. Non ho attaccato alcun uomo.
15. Non sono un ingannatore.
16. Non ho rubato terra coltivata.
17. Non ho spiato.
18. Non ho calunniato.
19. Non mi sono adirato senza ragione.
20. Non ho corrotto la moglie di nessuno.
21. Non ho corrotto la moglie di nessuno. (Ripete l'affermazione precedente, ma rivolto a un altro dio.)
22. Non mi sono contaminato.
23. Non ho terrorizzato nessuno.
24. Non ho trasgredito la legge.
25. Non sono stato iroso.
26. Non ho chiuso le mie orecchie alle parole della verità.
27. Non ho bestemmiato.
28. Non sono un uomo violento.
29. Non sono un agitatore di contese (o un disturbatore della pace.)
30. Non ho agito (o giudicato) frettolosamente.
31. Non ho curiosato nelle varie questioni.
32. Non ho moltiplicato le mie parole nel parlare.
33. Non ho fatto torti, né ho fatto il male.
34. Non ho compiuto sortilegi contro il Re, né proferito blasfemie contro il Re.
35. Non ho fermato [il corso del]l'acqua.
36. Non ho alzato il tono della mia voce (parlando con arroganza, o con ira).
37. Non ho bestemmiato il Dio.
38. Non ho agito con ira malefica.
39. Non ho rubato il pane degli dei.
40. Non ho sottratto alle anime dei morti le torte khenfu.
41. Non ho strappato il pane al bambino, né trattato con disprezzo il Dio della mia città.
42. Non ho abbattuto la mandria appartenente al Dio[31][32].

### I 42 giudici di Maat

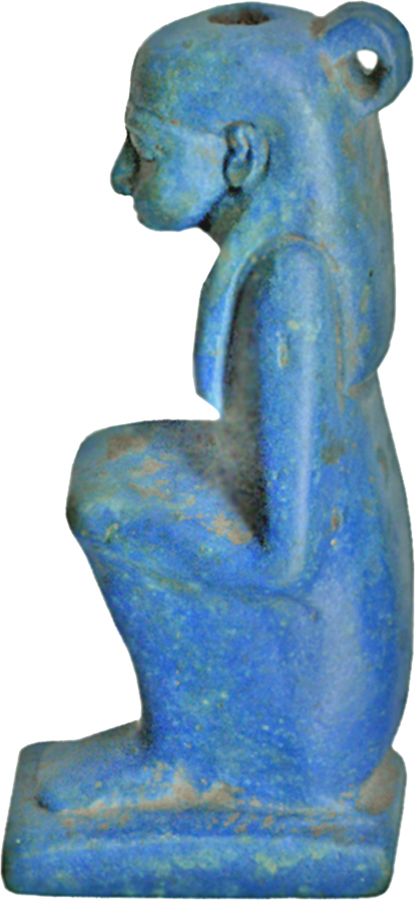
Amuleto di Maat accovacciata, in faience blu. La piuma, originariamente inserita sul capo, è mancante. Walters Art Museum, Baltimora.

I giudici di Maat erano 42 divinità giudicanti, di cui esiste una lista nel Papiro di Nebseni. Il defunto si rivolgeva proprio a loro quando pronunciava le 42 confessioni negative, nel Papiro di Ani. Rappresentavano i 42 nomi (province) dell'Egitto, e venivano chiamati gli dei nascosti di Maat, Che si nutrono di Maat nel corso degli anni della loro vita. Erano divinità minori della giustizia, cui bisognava presentare offerte. Mentre il defunto procede nella professione delle 42 confessioni negative, si rivolti direttamente a ciascuno dei 42 giudici di Maat, menzionando il nomo di cui la divinità era patrona: così facendo, sottolineava l'unità delle differenti regioni dell'Egitto. 

## L'Universo matematico ed il culto di Maat
Nella composizione del vocabolo Maat appare il simbolo del cubito, lo strumento di misura lineare degli antichi egizi, un concreto concetto matematico immediatamente reso astratto nel senso di ordine, verità, giustizia. La dea Maat personifica questi tre concetti, e appare nel pantheon egizio senza alcun luogo particolare di venerazione ma con un culto giornaliero amministrato dallo stesso faraone. 
Nel mito cosmogonico il demiurgo Ra, unico Uno creatore di ogni cosa, si manifesta sulla collina sorta dall'oceano primordiale del Nun dopo aver messo Maat dove prima era il Caos. Maat è figlia di Ra ma il padre non può vivere senza la figlia: la potenza demiurgica è limitata e ordinata da leggi matematiche. Thot, patrono delle scienze esatte, figura come suo sposo, anzi più precisamente, fecondatore di Maat. 
Simbolo geometrico di questo ordine è un rettangolo da cui sorge la testa piumata della dea, che delimita anche il cosiddetto Lago della Verità.
All'inizio del Papiro di Rhind si trova questa affermazione: "Il calcolo accurato è la porta d'accesso alla conoscenza di tutte le cose e agli oscuri misteri".